# Ley de Poe
La ley de Poe es un principio que establece que, en internet, es difícil o incluso imposible distinguir entre una parodia y una declaración seria cuando se trata de temas extremistas o absurdos. La ley se origina en el hecho de que, en muchos casos, los comentarios en línea sobre temas controvertidos o absurdos pueden ser tan exagerados o absurdos que resulta complicado saber si la persona está haciendo una crítica satírica o si está expresando una creencia genuina. La ley de Poe afirma que, en internet, los argumentos extremos a menudo no se distinguen claramente entre los que son bromas y los que se creen de manera seria, lo que provoca confusión y malentendidos en los debates en línea.

## Historia
La expresión «ley de Poe» fue formulada en 2005 por Nathan Poe en la página web christianforums.com en el contexto de un debate sobre el creacionismo. La frase original decía: 

«Sin un emoticono que guiñe un ojo o alguna otra muestra clara de humor es completamente imposible parodiar a un creacionista de tal manera que alguien no lo pueda llegar a confundir con uno de verdad».